# Coaș
Coaș (in ungherese Kovás o Kovács) è un comune della Romania di 1 393 abitanti, ubicato nel distretto di Maramureș, nella regione storica della Transilvania. 
Il comune è formato dall'unione di 2 villaggi: Coaș e Întrerâuri.
Coaș è divenuto comune autonomo nel 2004, staccandosi dal comune di Săcălășeni.